# Équipe d'Afrique du Sud olympique de football
Maillots
L'équipe d'Afrique du Sud olympique de football représente l'Afrique du Sud dans les compétitions de football espoirs telles que les Jeux olympiques d'été. 
La sélection olympique est composée de joueurs de moins de vingt-trois ans ainsi que trois joueurs plus âgés. L'équipe participe pour la première fois au tournoi de football des Jeux Olympiques d'été lors de l'édition 2000 organisée en Australie. Éliminée dès la phase de poules du tournoi, la sélection se classe onzième de la compétition. Grâce à ses résultats lors de la Coupe d'Afrique des nations des moins de 23 ans 2015 et 2019, l'équipe se qualifie pour les éditions 2016 et 2021 du tournoi, organisées au Brésil et au Japon, où elle y est à chaque fois éliminée au 1er tour.
En 1999, la Fédération internationale de football association décide de ne plus compter les matchs de football disputés lors des Jeux olympiques d'été, à partir des Jeux olympiques de Rome de 1960, comme sélections nationales en équipe A.

## Histoire
L'équipe d'Afrique du Sud ne prend pas part aux qualifications du tournoi de football jusqu'en 1996, quatre ans après la levée de l'interdiction de participation de l'Afrique du Sud aux Jeux Olympiques.

### Première participation lors des Jeux Olympiques d'été de 2000
La première participation de l'Afrique du Sud au tournoi de football des Jeux Olympiques d'été a lieu en 2000, lors des Jeux Olympiques organisés en Australie. L'équipe doit affronter le Brésil, la Slovaquie ainsi que le Japon, au sein du groupe D de la compétition,. Après une défaite deux buts à un face au Japon, l'Afrique du Sud décroche la victoire face au Brésil, sur le score de trois buts à un. Néanmoins, l'équipe olympique perd son dernier match de groupe face à la Slovaquie, par deux buts à un et est éliminée de la compétition,,. Siyabonga Nomvethe termine meilleur buteur de la sélection avec deux buts marqués en trois matchs.

### Jeux Olympiques d'été de 2016
En décembre 2015, l'équipe d'Afrique du Sud olympique de football termine troisième de la Coupe d'Afrique des nations des moins de 23 ans 2015, obtenant ainsi sa qualification aux Jeux Olympiques d'été de 2016. Les Amaglug-glug sont présents dans le groupe A, celui du Brésil le pays hôte de la compétition et futur vainqueur. Ils quittent la compétition dès la phase de groupes comme en 2000 avec 2 matchs nuls (0-0 en ouverture contre le Brésil et 1-1 lors de la dernière journée contre l'Irak) et une défaite (0-1 contre le Danemark).

### Jeux Olympiques d'été de 2021
En novembre 2019, l'équipe d'Afrique du Sud olympique de football réalise la même performance que lors de la Coupe d'Afrique des nations des moins de 23 ans 2015 en terminant troisième de la Coupe d'Afrique des nations des moins de 23 ans 2019, obtenant ainsi sa qualification aux Jeux Olympiques d'été de 2021. Elle est placée dans le groupe A, celui du Japon le pays hôte de la compétition. Elle ne peut faire mieux que lors de ses deux précédentes participations et termine à la dernière place de sa poule avec 3 défaites (0-1 contre le Japon, 3-4 contre la France et 0-3 contre le Mexique - sa plus lourde défaite en trois participations -). Lors du deuxième match contre la France, l'Afrique du Sud a mené au score à trois reprises mais n'a pas réussi à conserver son avantage et a été battue dans les arrêts de jeu de la partie ; tandis que Luther Singh a raté un penalty en fin de première période alors que le score était encore vierge, sa tentative ayant trouvé la barre transversale.

## Palmarès
- Finaliste des Jeux africains en 2011
- 3e de la Coupe d'Afrique des moins de 23 ans en 2015 et 2019

## Parcours lors des Jeux olympiques
| Football aux Jeux olympiques | Football aux Jeux olympiques | Football aux Jeux olympiques | Football aux Jeux olympiques | Football aux Jeux olympiques | Football aux Jeux olympiques | Football aux Jeux olympiques | Football aux Jeux olympiques | Football aux Jeux olympiques |
| Année                        | Tour                         | Classement                   | J                            | G                            | N                            | P                            | Bp                           | Bc                           |
| ---------------------------- | ---------------------------- | ---------------------------- | ---------------------------- | ---------------------------- | ---------------------------- | ---------------------------- | ---------------------------- | ---------------------------- |
| 1896                         | Pas de Tournoi               | -                            | -                            | -                            | -                            | -                            | -                            | -                            |
| 1900                         | Non participant              | -                            | -                            | -                            | -                            | -                            | -                            | -                            |
| 1904                         | Non participant              | -                            | -                            | -                            | -                            | -                            | -                            | -                            |
| 1908                         | Non participant              | -                            | -                            | -                            | -                            | -                            | -                            | -                            |
| 1912                         | Non participant              | -                            | -                            | -                            | -                            | -                            | -                            | -                            |
| 1920                         | Non participant              | -                            | -                            | -                            | -                            | -                            | -                            | -                            |
| 1924                         | Non participant              | -                            | -                            | -                            | -                            | -                            | -                            | -                            |
| 1928                         | Non participant              | -                            | -                            | -                            | -                            | -                            | -                            | -                            |
| 1932                         | Pas de Tournoi               | -                            | -                            | -                            | -                            | -                            | -                            | -                            |
| 1936                         | Non participant              | -                            | -                            | -                            | -                            | -                            | -                            | -                            |
| 1948                         | Non participant              | -                            | -                            | -                            | -                            | -                            | -                            | -                            |
| 1952                         | Non participant              | -                            | -                            | -                            | -                            | -                            | -                            | -                            |
| 1956                         | Non participant              | -                            | -                            | -                            | -                            | -                            | -                            | -                            |
| 1960                         | Non participant              | -                            | -                            | -                            | -                            | -                            | -                            | -                            |
| 1964                         | Non participant              | -                            | -                            | -                            | -                            | -                            | -                            | -                            |
| 1968                         | Non participant              | -                            | -                            | -                            | -                            | -                            | -                            | -                            |
| 1972                         | Non participant              | -                            | -                            | -                            | -                            | -                            | -                            | -                            |
| 1976                         | Non participant              | -                            | -                            | -                            | -                            | -                            | -                            | -                            |
| 1980                         | Non participant              | -                            | -                            | -                            | -                            | -                            | -                            | -                            |
| 1984                         | Non participant              | -                            | -                            | -                            | -                            | -                            | -                            | -                            |
| 1988                         | Non participant              | -                            | -                            | -                            | -                            | -                            | -                            | -                            |
| 1992                         | Non participant              | -                            | -                            | -                            | -                            | -                            | -                            | -                            |
| 1996                         | Non qualifiée                | -                            | -                            | -                            | -                            | -                            | -                            | -                            |
| 2000                         | 1er tour                     | 11                           | 3                            | 1                            | 0                            | 2                            | 5                            | 5                            |
| 2004                         | Non qualifiée                | -                            | -                            | -                            | -                            | -                            | -                            | -                            |
| 2008                         | Non qualifiée                | -                            | -                            | -                            | -                            | -                            | -                            | -                            |
| 2012                         | Non qualifiée                | -                            | -                            | -                            | -                            | -                            | -                            | -                            |
| 2016                         | 1er tour                     | 13                           | 3                            | 0                            | 2                            | 1                            | 1                            | 2                            |
| 2020                         | 1er tour                     | 16e                          | 3                            | 0                            | 0                            | 3                            | 3                            | 8                            |
| 2024                         | À venir                      | -                            | -                            | -                            | -                            | -                            | -                            | -                            |
| Total                        | 3/27                         | Aucune médaille              | 9                            | 1                            | 2                            | 6                            | 9                            | 15                           |

### Note
1. ↑  Depuis 1992, les équipes participant au tournoi de football des Jeux Olympiques doivent comporter au maximum trois joueurs de plus de 23 ans. L'âge de ces joueurs est calculé à la date du début de la compétition à laquelle ils participent.